# 六帶條紋小䰾
六帶條紋小䰾（学名：Desmopuntius hexazona），又稱六帶無鬚魮，是輻鰭魚綱鯉形目鯉科條紋小䰾屬的其中一個種，分布於亞洲馬來半島、蘇門答臘及婆羅洲，本魚體呈菱形且側扁，口端位，無觸鬚，眼大，側線明顯，體被圓鱗，尾鰭叉形，體呈橙紅色，魚鰭紅色，腹部顏色較淡，體側具6條黑色橫帶，體長可達5.5公分，棲息在雨林覆蓋、酸性水質且呈單寧色的溪流中底層水域，屬雜食性，生活習性不明，可做為觀賞魚。